# Vermiljoenkever
De vermiljoenkever (Cucujus cinnaberinus) is een kever uit de familie van de platte schorskevers (Cucujidae).
De kever is aan de bovenzijde van het lichaam geheel rood; de onderzijde, poten en antennes zijn zwart. De kever leeft in rottend hout. Hij eet echter niet het hout, maar de insectenlarven die zich hierin ontwikkelen. Het is dus een roofdier.
De vermiljoenkever komt voor in zuidelijk en oostelijk Europa en is te vinden in beboste gebieden. In een aantal landen staat de soort bekend als uitgestorven. In Nederland echter -waar de soort oorspronkelijk niet voorkomt- is de kever in 2012 voor het eerst waargenomen in het zuiden. Sinds juli 2012 staat de kever op de lijst van beschermde inheemse diersoorten. De soort is namelijk vermeld in bijlagen II en IV van de Habitatrichtlijn.

## Naamgeving
De wetenschappelijke naam werd, samen met de beschrijving, als Meloe cinnaberinus in 1763 gepubliceerd door Giovanni Antonio Scopoli in Entomologia Carniolica. Het epitheton cinnaberinus verwijst naar de lichaamskleur en betekent cinnaberkleurig.
Ook de Nederlandse naam van de kever verwijst naar de kleur, die doet denken aan vermiljoen. In andere talen verwijst de naam van de kever ook naar zijn rode kleur, zoals het Duitse scharlachroter Plattkäfer, dat 'scharlakenrode, platte kever' betekent.

## Verspreiding
De vermiljoenkever is een Europese soort die voorkomt in landen rond de Balkan en de Middellandse Zee. De kever komt voor in de landen België, Duitsland, Estland, Finland, Hongarije, Italië, Letland, Litouwen, Moldavië, Montenegro, Nederland, Noorwegen, Oekraïne, Oostenrijk, Polen, Roemenië, Rusland, Slovenië, Slowakije, Tsjechië, Wit-Rusland en Zweden. De kever komt niet overal evenveel voor; in Hongarije is de soort algemeen, maar in Italië is de kever slechts op drie locaties waargenomen.
De kever verspreidt zich noordwaarts en werd in 2012 voor het eerst in Nederland waargenomen in de buurt van Eindhoven. Sindsdien heeft de kever zijn habitat sterk uitgebreid en komt deze voor van Zuid-Limburg tot Midden-Brabant en Zuid-Gelderland.
In andere landen is de soort bekend uit het verleden maar wordt daar al lang niet meer aangetroffen. Landen waar de vermiljoenkever vermoedelijk is uitgestorven, zijn Bosnië en Herzegovina, Bulgarije, Kroatië, Servië en Spanje. De soort wordt door de IUCN beschouwd als gevoelig (Near Threatened of NT).
De habitat bestaat uit bossen, de favoriete bomen van deze keversoort zijn esdoorn (Acer), eik (Quercus), beuk (Fagus sylatica), populier (Populus), es (Fraxinus excelsior), wilg (Salix) en iep (Ulmus). Ook in een aantal naaldbomen kan de kever worden aangetroffen, zoals den (Pinus), spar (Picea) en zilverspar (Abies).

## Uiterlijke kenmerken

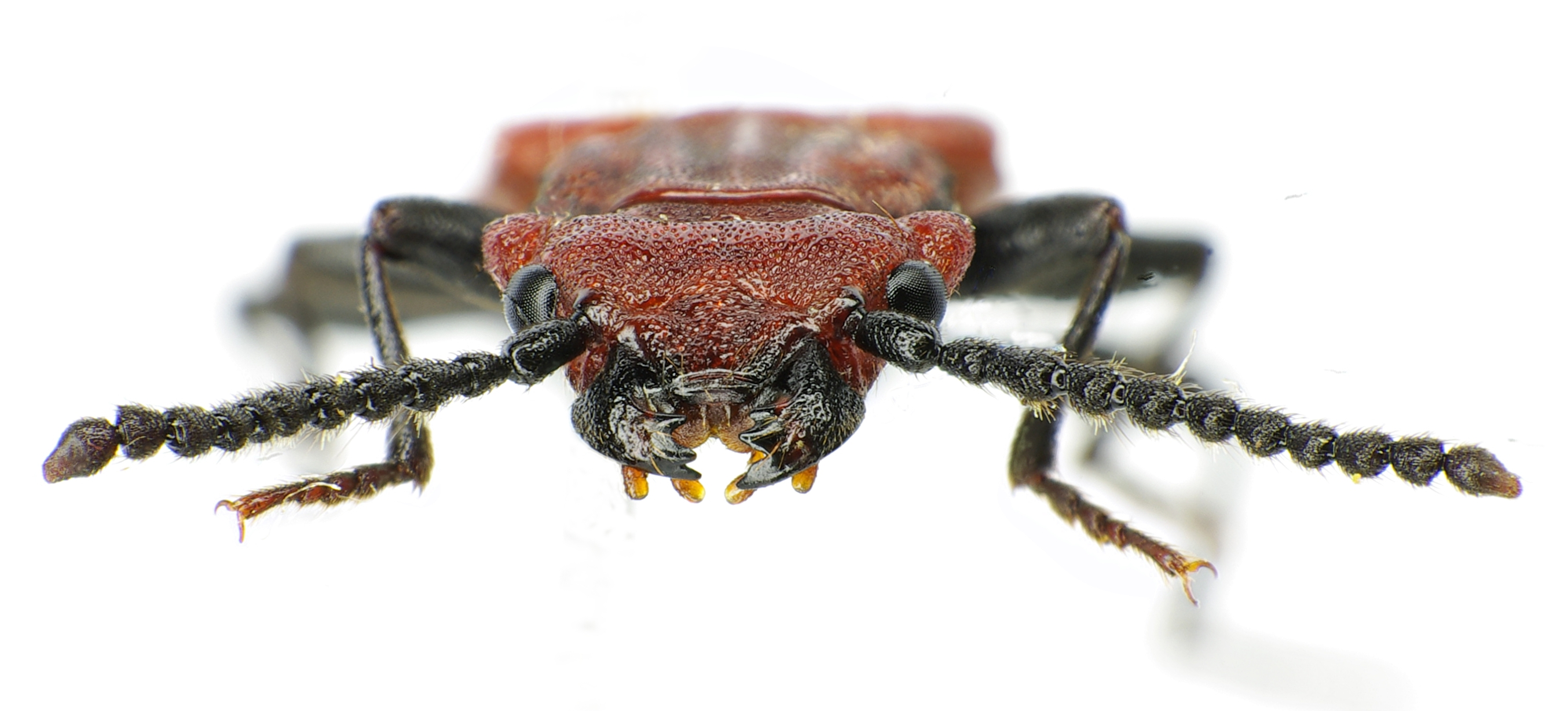
Vooraanzicht met (zwarte) kaken en (gele) palpen, de afplatting van het lichaam is goed te zien

De vermiljoenkever bereikt een lichaamslengte van ongeveer elf tot vijftien millimeter en wordt hiermee groter dan verwante soorten. De kever is grotendeels rood van kleur, zowel het kopschild of vertex, het halsschild of pronotum en de dekschilden of elytra hebben deze kleur. Het kop- en halsschild zijn iets bruiner van kleur en hebben een korrelig oppervlak. De dekschilden hebben een gladdere bovenzijde met fijne lengtegroeven. Wat direct opvalt, is het sterk afgeplatte lichaam. Dit heeft te maken met de levenswijze van de kever, die een groot deel van zijn leven onder boomschors doorbrengt. Kennelijk hebben ze daarbij een voorkeur voor recent gestorven bomen (staand of liggend). Hun platte lichaam laat toe zich onder de schors te begeven via scheurtjes van circa 1 mm breed. De antennes zijn duidelijk gesegmenteerd en omdat de segmenten rond zijn, lijken de antennes op een kralensnoer. De antennes hebben altijd elf leden waarvan het eerste deel, dat aan de kop vastzit, het dikst is. De ogen zijn rond van vorm en zwart van kleur.
De onderzijde van het lichaam en de poten zijn donkerbruin van kleur en steken duidelijk af. Mannetjes zijn nauwelijks van vrouwtjes te onderscheiden. Mannetjes hebben echter afwijkende achterpoten. Net als andere kevers eindigen de poten in een gelede voet, de tarsus. De vrouwtjes hebben aan hun achterpoten, net als aan de andere poten, vijf tarsusleden, terwijl de mannetjes er hier vier hebben. Het uiteinde van de tarsus draagt twee haakachtige klauwtjes die dienen om zich aan de ondergrond te hechten.
De volwassen vermiljoenkever kan worden verward met de vuurkevers uit het geslacht Pyrochroa en ook de larve lijkt enigszins op die van vuurkevers. De zwartkopvuurkever is te onderscheiden door de zwarte kopkleur en de roodkopvuurkever heeft net als de eerder genoemde soort duidelijk zaag-achtige antennes in plaats van kraalachtige antenneleden, zoals die van de vermiljoenkever.
De larve is wit van kleur en langwerpig van vorm en duidelijk gesegmenteerd. Zowel aan de rug- als de buikzijde wordt het lichaam beschermd door chitineuze platen. De larve heeft drie paar poten aan de voorzijde en duidelijk zichtbare antennes. De grotere larven zijn ongeveer 26 millimeter lang.

## Levenswijze

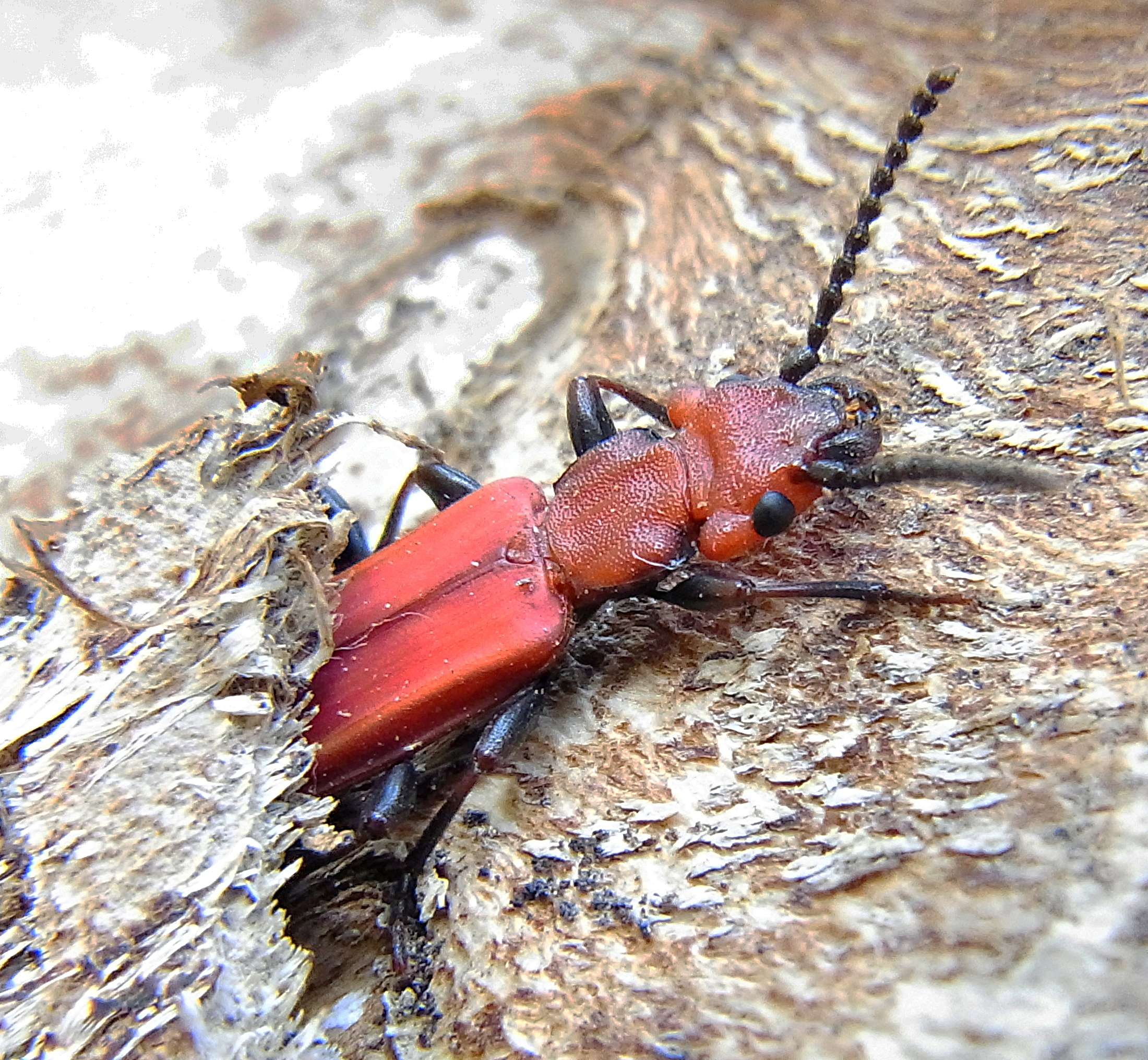
De kever leeft onder schors

De kever is carnivoor en jaagt op kleine ongewervelden die als saprofyt van dood hout leven. De kevers kunnen vliegen, ze zijn gevonden in vallen die gemaakt zijn om vliegende insecten te vangen.
De larven kunnen het gehele jaar door gevonden worden omdat het larvestadium meerjarig is. De kevers blijven het gehele jaar onder boomschors, behalve als ze elkaar opzoeken voor de paring in de lente. Ook de larve leeft van kleine ongewervelden die in hout leven, zoals larven van andere soorten kevers. Biologen die de larven van de vermiljoenkever in het laboratorium onderzoeken, voeren de larven met in stukjes gehakt kalfsvlees.
Als de larve zich volledig heeft ontwikkeld, wordt een popkamer gemaakt in het hout, waarin de verpopping plaatsvindt. De popkamer is bedekt met stukjes hout om de pop te beschermen. Gedurende het popstadium is de zich ontwikkelende pop in staat zich heen en weer te wriemelen bij verstoring. De kever kan zijn popstadium in tien dagen voltooien.

## Afbeeldingen

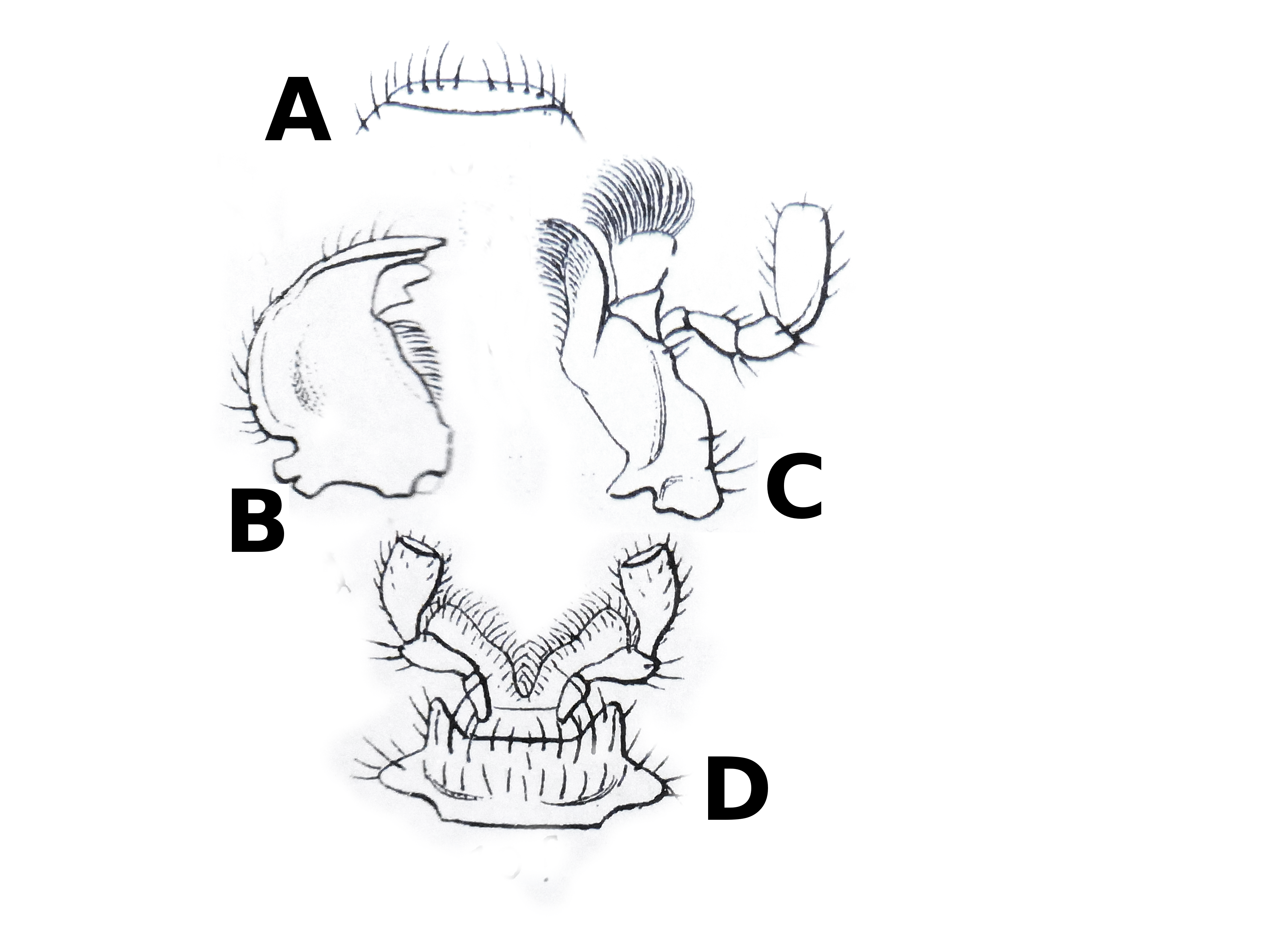
Onderdelen van de kop
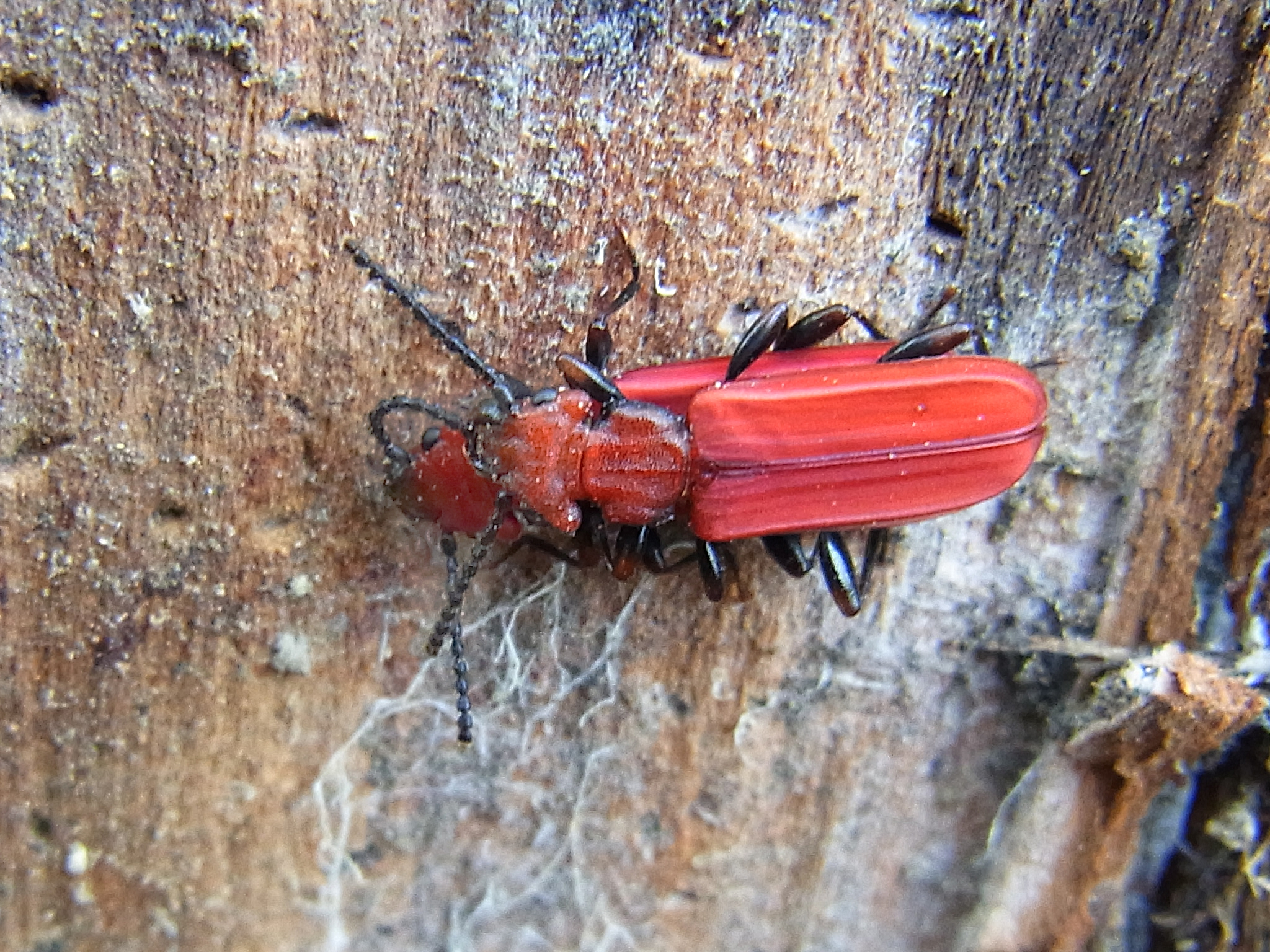
Paring
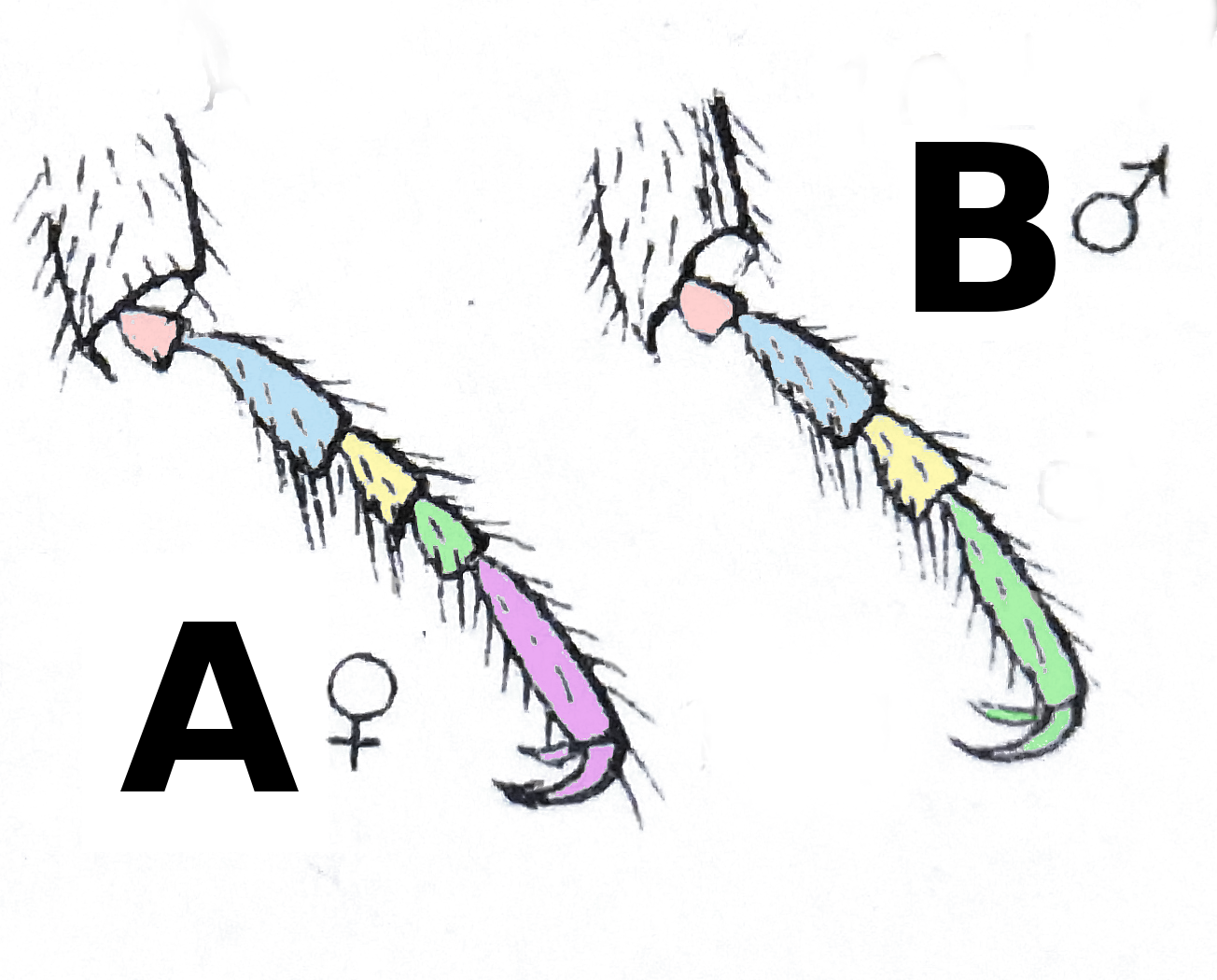
Poten van mannetjes missen een tarsusdeel
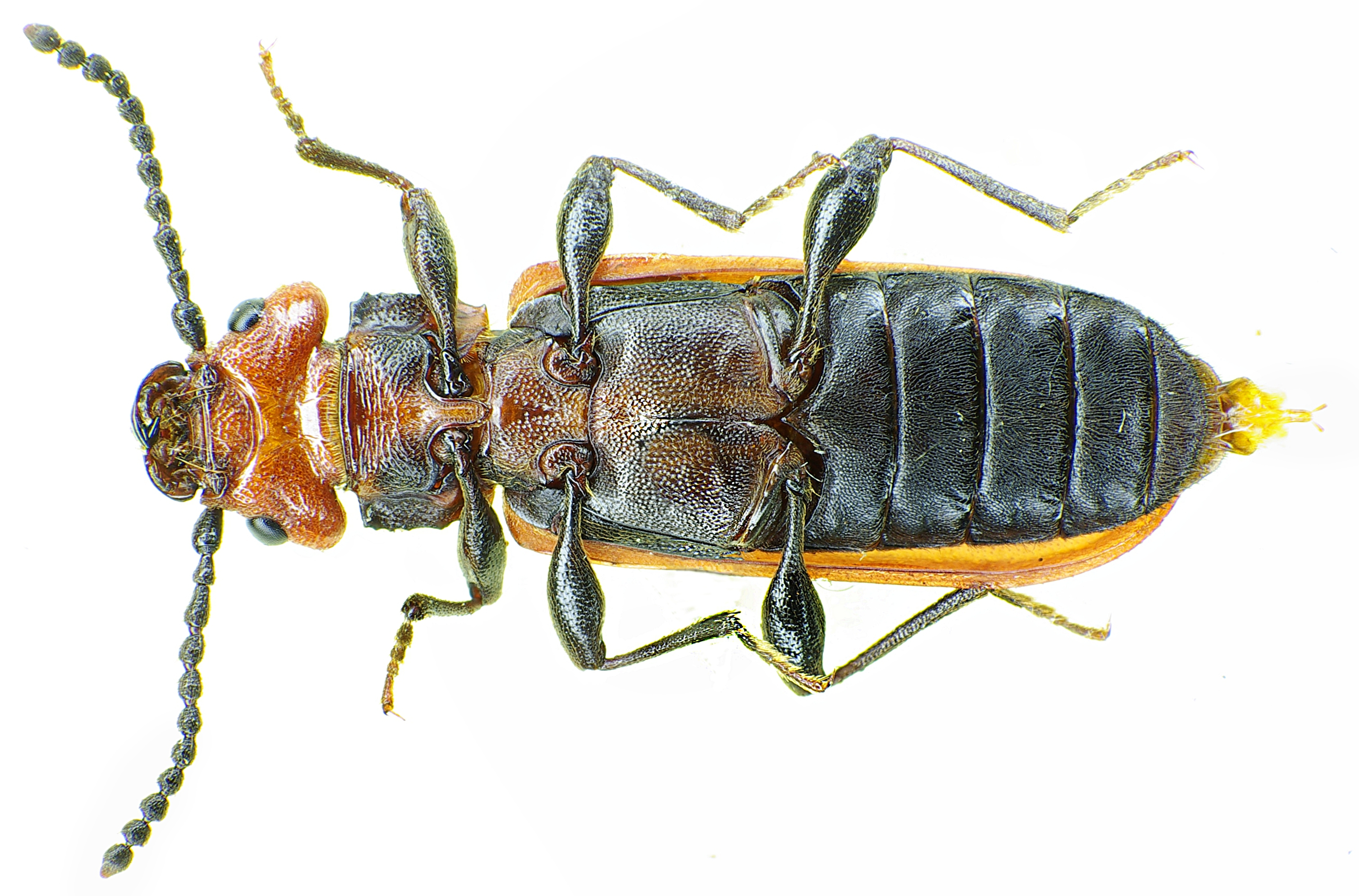
Onderzijde van de kever
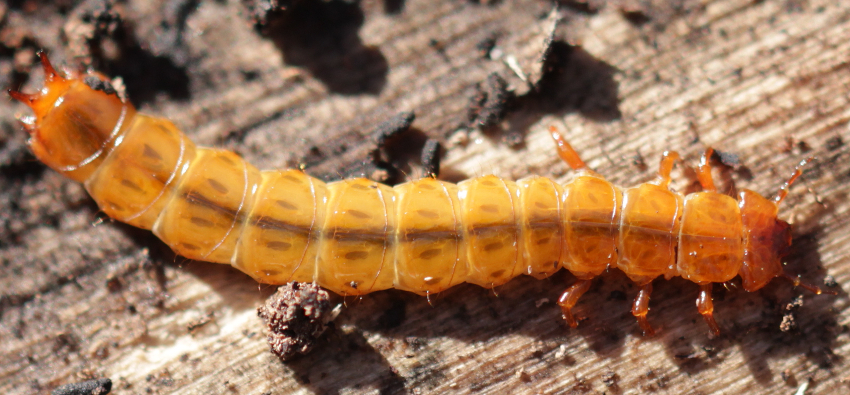
Larve